# Ле-Брёй-ан-Бессен
Ле-Брёй-ан-Бессе́н (фр. Le Breuil-en-Bessin) — коммуна во Франции, находится в регионе Нижняя Нормандия. Департамент коммуны — Кальвадос. Входит в состав кантона Тревьер. Округ коммуны — Байё.
Код INSEE коммуны — 14103.

## Население
Население коммуны на 2010 год составляло 399 человек.
| 1962 | 1968 | 1975 | 1982 | 1990 | 1999 | 2010 |
| ---- | ---- | ---- | ---- | ---- | ---- | ---- |
| 279  | 223  | 207  | 221  | 228  | 258  | 399  |

## Экономика
В 2010 году среди 268 человек трудоспособного возраста (15—64 лет) 200 были экономически активными, 68 — неактивными (показатель активности — 74,6 %, в 1999 году было 71,6 %). Из 200 активных жителей работали 173 человека (85 мужчин и 88 женщин), безработных было 27 (15 мужчин и 12 женщин). Среди 68 неактивных 24 человека были учениками или студентами, 26 — пенсионерами, 18 были неактивными по другим причинам.